# Iuri Knorózov
Iuri Valentínovitx Knorózov, rus: Ю́рий Валенти́нович Кноро́зов (Khàrkiv, 19 de novembre de 1922 - Sant Petersburg, 30 de març de 1999), va ser un lingüista, epigrafista i etnòleg rus que va tenir un paper clau en el desxiframent de l'escriptura jeroglífica maia precolombina.

## Primers anys
Knorózov va néixer a prop de Khàrkiv, a Ucraïna, que aleshores era la capital de la recent República Socialista Soviètica d'Ucraïna. Els seus pares eren intel·lectuals russos, i la seva àvia materna havia estat una actriu d'un cert renom a Armènia.
A l'escola, el jove Iuri era un estudiant difícil i una mica excèntric, que no feia progressos en gairebé cap àrea i que quasi va ser expulsat per mal comportament. No obstant això, es va fer evident que era acadèmicament brillant i amb un temperament inquisitiu; era violinista, va escriure poesia romàntica i podria dibuixar amb precisió i atenció al detall.
El 1940, amb 17 anys, Knorózov deixà Khàrkiv i marxà a Moscou, on va començar estudis de pregrau en el nou departament d'Etnologia a la facultat d'història de la Universitat Estatal de Moscou. Inicialment es va especialitzar en egiptologia.

## Servei militar i l'"afer Berlín"
Els plans d'estudi de Knorózov foren aviat interromputs per l'esclat d'hostilitats del front oriental de la Segona Guerra mundial a mitjans de 1941. De 1943 a 1945 va servir en l'exèrcit Roig com a observador d'artilleria.
En les etapes finals de la guerra, al maig de 1945, Knorózov i la seva unitat van donar suport a l'impuls de l'avantguarda de l'exèrcit Roig a Berlín. Va ser aquí, en algun moment al final de la batalla de Berlín, que Knorózov, se suposa que per casualitat, va recuperar un llibre que despertà el seu interès posterior i l'associació amb el desxiframent de l'escriptura maia. En el seu relat, els detalls d'aquest episodi han adquirit un tint folklòric, com "...una de les més grans llegendes de la història de la investigació maia". La història ha estat força reproduïda, particularment després de la publicació el 1992 del llibre de Michael D. Coe Breaking the Maya Code.
D'acord amb aquesta versió de l'anècdota, quan era estacionat a Berlín, Knorózov va trobar la Biblioteca Nacional, que estava en flames. D'alguna manera Knorózov va aconseguir recuperar de la biblioteca un llibre de la crema, que va resultar ser una rara edició que contenia reproduccions de tres còdexs maies continguts a Dresden, Madrid i París. Es diu que Knorózov s'havia endut aquest llibre a Moscou a finals de la guerra, on el seu examen constituiria la base per a la posterior investigació pionera en l'escriptura maia.
No obstant això, en una entrevista realitzada un any abans de la seva mort, Knorózov va proporcionar una versió diferent de l'anècdota. Com explicava al seu interlocutor, l'epígraf maianista Harri Kettunen de la Universitat d'Helsinki:

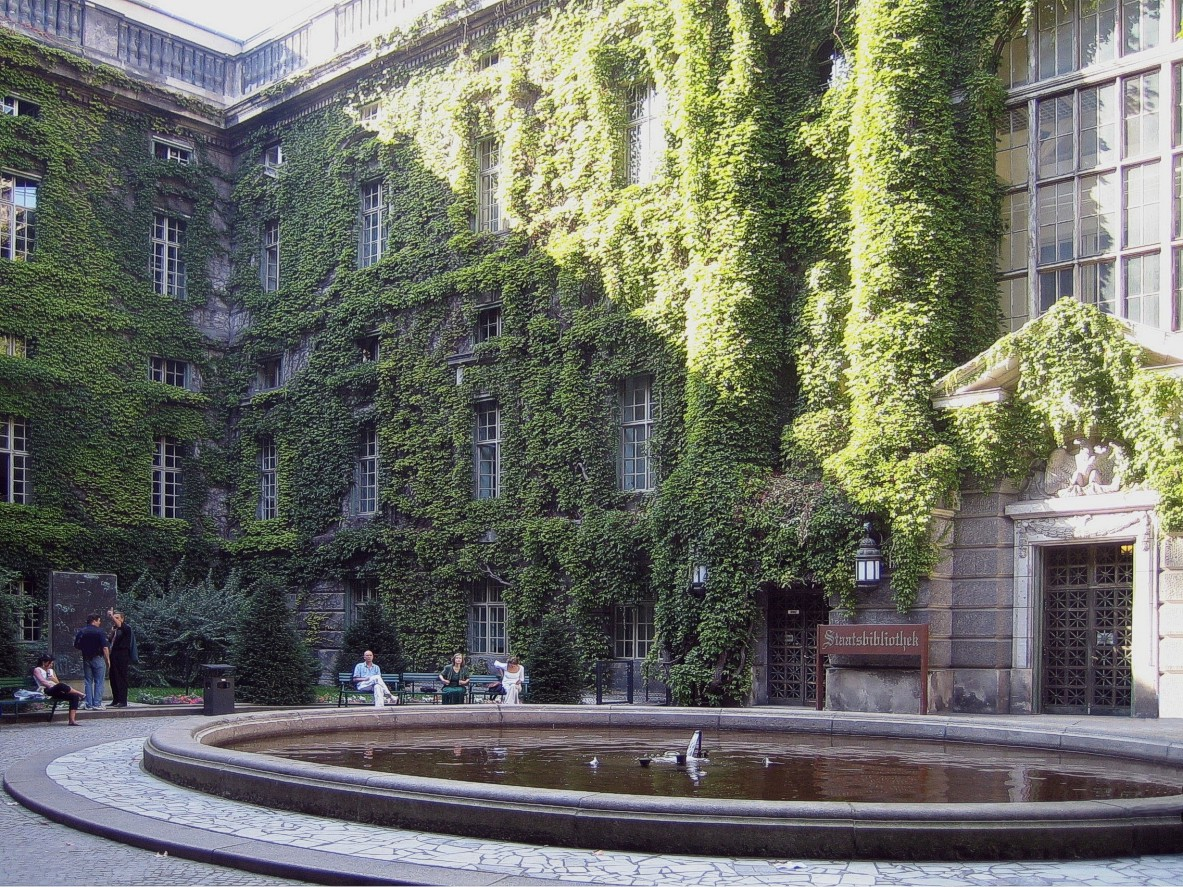
Pati interior de la Preußische Staatsbibliothek (2005)

"Per desgràcia, fou un malentès: Li ho vaig dir [recerca dels llibres a la biblioteca de Berlín] al meu col·lega Michael Coe, però no em va entendre bé. Simplement no hi havia cap foc a la biblioteca. I els llibres que estaven a la biblioteca, es trobaven en caixes per a ser enviat a un altre lloc. El comandament feixista els havia preparat, i ja que no teniem temps per enviar-los enlloc, simplement van ser portats a Moscou. Jo no hi vaig veure cap foc."

La "Llibreria Nacional" que s'esmenta en aquesta història no s'identifica específicament pel seu nom, però en aquell moment la biblioteca, llavors coneguda com a Preußische Staatsbibliothek ('Biblioteca de l'Estat prussià') tenia aquesta funció. Situada a Unter den Linden i coneguda avui com a Biblioteca Estatal de Berlín (Staatsbibliothek zu Berlin), aquesta va ser la major biblioteca científica d'Alemanya. Durant la guerra, la major part de la seva col·lecció era fins llavors dispersa en uns 30 llocs d'emmagatzematge separats a tot el país per la seva custòdia. Després de la guerra, la major part de la col·lecció va ser retornada a la biblioteca; però, un nombre substancial dels volums que havien estat enviats per al seu emmagatzematge a la part oriental del país mai es van recuperar, amb més de 350.000 volums destruïts i altres 300.000 desapareguts. D'aquests, molts van acabar en les col·leccions de biblioteques soviètiques i poloneses, i en particular a la Biblioteca Estatal de Rússia a Moscou.
D'acord amb les fonts documentals, l'anomenat Berlin Affair és només una de les moltes llegendes relacionades amb la personalitat de Knorosov. La seva alumna Ershova ho exposà com una llegenda i també va informar que els documents de Knorosov, en primer lloc la seva llibreta militar, podrien ser una prova que no va participar en la batalla de Berlín i estava llavors en un lloc diferent, acabant el seu servei a la unitat militar situada prop de Moscou. Més detalls poden ser trobats en els articles d'Ershova sobre Knorosov en Portraits of historians. Time and fate (2004) (rus: Портреты историков. Время и судьбы. М., Наука, 2004. С.474-491).

## Represa dels estudis
Qualsevol sistema possible fet per un home pot ser resolt o esquerdat per un home. 
En la tardor de 1945, després de la guerra, Knorózov va tornar a la Universitat Estatal de Moscou per completar els seus cursos de pregrau en el departament d'Etnografia. Va reprendre la investigació sobre egiptologia, i també va emprendre estudis culturals comparatius en altres camps com la sinologia. Va mostrar especial interès i aptitud per a l'estudi de les llengües antigues i sistemes d'escriptura, especialment jeroglífics, i també per llegir sobre la literatura japonesa i àrab medieval.
Mentre encara era estudiant al MSU, Knorózov va trobar treball a l'Institut N. N. Miklukho-Maklai d'Etnologia i Antropologia (o IEA), part de la prestigiosa Acadèmia de Ciències de l'URSS. Els resultats de les últimes investigacions de Knorózov serien publicats per la IEA sota la seva empremta.
Com a part del seu pla d'estudis etnogràfics, Knorózov va passar mesos com a membre d'una expedició de camp a les repúbliques de l'Àsia central RSS de l'Uzbekistan i RSS Turkmenistan (el que abans havia estat la RPS de Coràsmia, i molt més tard convertides en les nacions independents de l'Uzbekistan i Turkmenistan, després de la desintegració de la Unió Soviètica el 1991. En aquesta expedició, el seu enfocament ostensible va ser estudiar els efectes de les activitats expansionistes russes i els desenvolupaments "moderns" dels grups ètnics nòmades, del que era un món fronterer extens de l'estat soviètic.
En aquest moment, encara no s'havia elaborat el focus de la seva investigació sobre l'escriptura maia. Això canviaria el 1947, quan a instàncies del seu professor, Knorózov va escriure una dissertació sobre l'"alfabet de Landa", un registre del bisbe espanyol del segle xvi Diego de Landa, que va afirmar haver transcrit l'alfabet espanyol en els corresponents jeroglífics maies, basat en les aportacions d'informants maies. De Landa, que durant el seu destí al Yucatán havia supervisat la destrucció de tots els còdexs de la civilització maia que va poder trobar, reproduí el seu alfabet en una obra (Relación de las cosas de Yucatán) destinada a justificar les seves accions una vegada que havia estat sotmès a procés penal quan va tornar a Espanya. El document original havia desaparegut, i aquest treball era desconegut fins a 1862, quan se'n va descobrir una còpia abreujada en els arxius de la Reial Acadèmia Espanyola per l'erudit francès, Charles Étienne Brasseur de Bourbourg.
Mentre que l'"alfabet de Landa" semblava ser contradictori i poc clar (p. ex., donava múltiples variacions d'algunes de les cartes, i alguns dels símbols no eren coneguts en les inscripcions supervivents), els intents anteriors d'utilitzar-lo com una clau per desxifrar el sistema d'escriptura maia no havien tingut èxit.

## Recerca clau

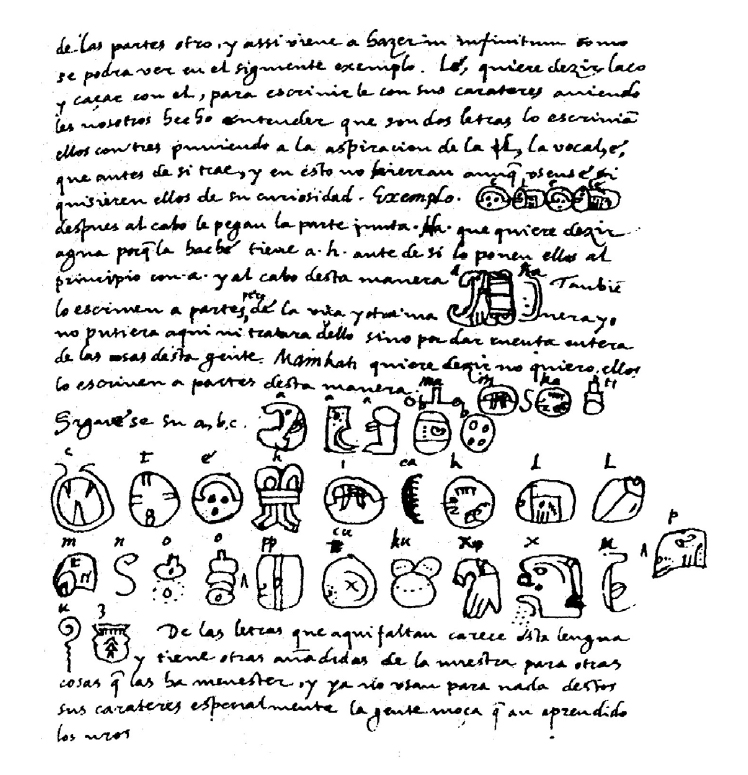
Pàgina del llibre de Diego de Landa Relación de las cosas de Yucatán (edició de 1853 per Brasseur de Bourbourg), que conté la descripció de l'alfabet de Landa que Knorózov va confiar per avençar

El 1952, Knorózov publicà un diari que més tard demostrà ser un treball bàsic en el camp (Drevnyaya pis'mennost’ Tsentral'noy Ameriki, o Escriptures antigues de Mesoamèrica). La tesi general presenta l'observació que les primeres escriptures com l'egipci antic i el cuneïforme, que es pensava que eren predominantment logogràfics o fins i tot purament ideogràfics en la seva naturalesa, en realitat contenien un significatiu component fonètic. És a dir, en lloc de símbols representant només o principalment paraules o conceptes integrals, molts símbols, de fet, representen elements de so de la llengua en què van ser escrits, i tenien elements alfabètics o sil·làbics, així que, si s'entenien, podria continuar el seu desxiframent. En aquell temps, això era conegut i acceptat en gran manera per a diversos d'aquests, com els jeroglífics egipcis (el desxiframent dels quals fou iniciat per Jean-François Champollion el 1822 usant l'artefacte trilingüe de la pedra de Rosetta); però, l'opinió predominant era que el maia no tenia aquestes característiques. Els estudis de Knorózov en lingüística comparada el van arrossegar a la conclusió que l'escriptura maia no hauria de ser diferent de les altres, i que merament no existien guions logogràfics o ideogràfics.
La idea clau de Knorózov era tractar els glifs maies representats en l'alfabet de Landa no com un alfabet, sinó més aviat com un sil·labari. Potser no va ser el primer a proposar una base sil·làbica per a l'escriptura, però els seus arguments i les proves van ser les més convincent fins ara. Va sostenir que quan de Landa havia manat al seu informant que escrigués l'equivalent de la lletra espanyola "b" (per exemple), l'escriba maia en realitat produí el glif que corresponia a la síl·laba /be/, com era parlada per de Landa. Knorózov, en realitat, no va presentar gaires noves transcripcions sobre la base de la seva anàlisi; però, va sostenir que aquest enfocament era la clau per a entendre la seqüència de comandaments. En efecte, l'"alfabet" de Landa anava a convertir-se en gairebé la "pedra Rosetta" del desxiframent maia.
Un altre principi fonamental plantejat per Knorózov va ser el de sinharmonia. D'acord amb això, les paraules o síl·labes maies que tenien la forma consonant-vocal-consonant (CVC) eren sovint representades per dos glifs, cadascú representant una síl·laba CV (és a dir, CV-CV). En la lectura, la vocal de la segona estava destinada a ser ignorada, deixant la lectura (CVC) com es pretenia. El principi també va declarar que l'hora de triar el segon CV glif, seria un amb una vocal ressò que feia joc amb la vocal de la primera síl·laba glif. L'anàlisi posterior ha demostrat que això és en gran part correcte.

## Reaccions crítiques al seu treball
Després de la publicació d'aquesta obra, d'un erudit llavors poc conegut, Knorózov i la seva tesi van trobar crítiques greus i despectives. J. Eric S. Thompson, l'erudit britànic conegut considerat per tots com el líder maianista de la seva època, va dirigir l'atac. Les opinions de Thompson en aquest moment eren sòlidament antifonètiques, i el seu propi corpus d'investigació detallava que les inscripcions maies no van registrar la seva història real, i que els glifs es van fundar en principis ideogràfics. El seu punt de vista va ser el prevalent en el camp, i molts altres estudiosos van seguir el seu exemple.
La situació es complicava encara més perquè el paper de Knorózov apareix durant l'apogeu de la guerra freda, i molts interpretaren el seu paper com fundat sobre la ideologia polèmica marxista-leninista. De fet, d'acord amb les pràctiques obligatòries de l'època, el paper de Knorózov va ser precedit per un pròleg escrit per l'editor de la revista que contenia digressions i comentaris propagandístiques que exaltaven l'enfocament patrocinat per l'estat mitjançant el qual Knorózov havia tingut èxit on l'erudició occidental havia fracassat. No obstant això, malgrat les afirmacions en contra per diversos dels detractors de Knorózov, Knorózov mateix mai incloïa una polèmica en els seus escrits.
Knorózov va persistir amb les seves publicacions, tot i les crítiques i el rebuig de molts maianistes de l'època. Potser estava protegit fins a un cert punt de les ramificacions de la disputa, ja que la seva posició en l'institut no va ser influenciada negativament per les crítiques dels acadèmics occidentals.

## Progrés del desxiframent
Knorózov va millorar encara més la tècnica de desxiframent el 1963 amb la seva monografia L'escriptura dels maies i publicà traduccions dels manuscrits maies en la seva obra de 1975 Manuscrits jeroglífics maies.
Durant la dècada de 1960 altres maianistes i investigadors van començar a ampliar les idees de Knorózov. El seu major treball de camp i anàlisi de les inscripcions existents va començar a indicar que la història real maia es va registrar en esteles i inscripcions, i no sols en informació calendàrica i astronòmica. L'erudita nascuda a Rússia però resident estatunidenca Tatiana Proskouriakoff era la més important en aquest treball, amb el temps va convèncer Thompson i d'altres que dubtaven que els esdeveniments històrics s'haguessin registrat en l'escriptura.
Altres primers partidaris de l'enfocament fonètic defensat per Knorózov incloïen Michael D. Coe i David Kelley, i encara que inicialment es trobaven en franca minoria, cada vegada guanyaven més partidaris conforme les evidències i les investigacions progressaven.
Durant la resta de la dècada i en la següent Proskouriakoff i d'altres van continuar desenvolupant el tema, i l'ús dels resultats de Knorózov i altres enfocaments començaren a ajuntar alguns desxiframents de la seqüència de comandaments. Un gran avanç es va produir durant la primera taula rodona o conferència al jaciment maia de la zona arqueològica de Palenque el 1973, quan, utilitzant l'enfocament sil·làbic, els presents (majoritàriament) van desxifrar el que va resultar ser una llista dels ex-governants d'aquesta particular ciutat estat maia.
Les dècades següents van veure molts altres avenços, al punt en què una part molt significativa de les inscripcions supervivents es poden llegir. La majoria de maianistes de desxiframent històric deuen la major part del crèdit a l'impuls i la visió proporcionada per les contribucions de Knorózov.

## Darrers anys
A mesura que les seves teories s'anaven coneixent, el 1956 se li va concedir autorització per assistir a una convenció internacional d'estudiosos de Mesoamèrica a Copenhaguen. Aquesta seria la seva primera i única sortida fora de la Unió Soviètica des de feia força temps, ja que com a acadèmic soviètic, Knorózov estava subjecte a les restriccions habituals imposades als viatges fora de la Unió Soviètica. Durant els anys següents, els maianistes occidentals necessitaven viatjar a Leningrad per reunir-se amb ell. No va ser sinó fins a 1990 en què que finalment va ser capaç de sortir de Rússia de nou i finalment visità les antigues terres d'origen maia i jaciments arqueològics a Mèxic i Guatemala. Això va ser gràcies a la invitació del president de Guatemala, Marco Vinicio Cerezo Arévalo, en un moment de millora de les relacions diplomàtiques entre els dos països. Cerezo li va fer lliurament de la medalla d'honor, i Knorózov va ser capaç d'estendre la seva estada a la regió, visitant diversos jaciments maies importants, com Tikal. No obstant això, poc després que Vinicio Cerezo deixés el càrrec, Knorózov va rebre amenaces de presumptes grups militaristes de dreta que eren antagònics als pobles indígenes maies, i es va veure obligat a passar a la clandestinitat i després sortir del país.
El govern de Mèxic li va atorgar l'Orde de l'Àguila Asteca, la més alta condecoració que atorga Mèxic als no-ciutadans, que se li va lliurar en una cerimònia a l'ambaixada de Mèxic a Moscou, el 30 novembre 1994.
Knorózov tenia gran interès a contribuir en altres camps d'investigació, com ara l'arqueologia, la semiòtica, la migració humana a les Amèriques i l'evolució de la ment. No obstant això, són les seves contribucions en el camp dels estudis maies per què se'l recorda.
En els seus últims anys, Knorózov també es coneix per haver assenyalat un lloc dels Estats Units com la ubicació probable de Chicomoztoc, la terra ancestral de la qual provenen els pobles indis que ara viuen a Mèxic, d'acord amb documents antics i comptes considerats mítics, per un nombre considerable d'estudiosos.
Knorózov va morir a Sant Petersburg el 31 de març de 1999, de pneumònia als passadissos d'un hospital de la ciutat, just abans de rebre el Premi Proskouriakoff de la Universitat Harvard.

## Llista de publicacions
Una llista incompleta de documents, informes de conferències i altres publicacions, dividits per àrees temàtiques i tipus. Tingueu en compte que alguns dels que s'enumeren són reedicions i/o traduccions de documents anteriors.

### Relacionats amb els maies
Conferències
- (1955) "A brief summary of the studies of the ancient Maya hieroglyphic writing in the Soviet Union". Reports of the Soviet Delegations at the 10th International Congress of Historical Science in Rome, (Authorized English translation), Moscow: Akademiya Nauk SSSR .
- (1956) "Kratkie itogi izucheniya drevney pis'mennosti Mayya v Sovetskom Soyuze". Proceedings of the International Congress of Historical Sciences (Rome, 1955): 343–364 .
- (1958) "New data on the Maya written language". Proc. 32nd International Congress of Americanists, (Copenhagen, 1956): 467–475 .
- (1959) "La lengua de los textos jeroglificos mayas". Proceedings of the International Congress of Americanists (33rd session, San José, 1958): 573–579 .
- (1970) "Le Panthéon des anciens Maya". Proceedings of the International Congress of Anthropological and Ethnological Sciences (7th session, Moscow, 1964).: 126–232 .

Articles
- «Drevnyaya pis'mennost’ Tsentral'noy Ameriki. (Ancient Writings of Central America)». Sovetskaya Etnografiya, 3, 2, 1952, pàg. 100–118.
- «Pis'mennost' drevnih mayya. (Written Language of the Ancient Maya)». Sovetskaya Etnografiya, 1, 1955, pàg. 94–125.
- «New data on the Maya written language». Journal de la Société des Américanistes de Paris, 45, 1956, pàg. 209–217. DOI: 10.3406/jsa.1956.961.
- «Estudio de los jeroglíficos mayas en la U.R.S.S. (The Study of Maya hieroglyphics in the USSR)». Khana, Revista municipal de artes y letras (La Paz, Bolivia), 2, 17-18, 1958, pàg. 183–189.
- «The problem of the study of the Maya hieroglyphic writing». American Antiquity, 23, 3, 1958, pàg. 284–291. DOI: 10.2307/276310.
- «Problem of deciphering Mayan writing». Diogènes (Montreal), 40, 1962, pàg. 122–128. DOI: 10.1177/039219216201004007.
- «Machine decipherment of Maya script». Soviet Anthropology and Archeology, 1, 3, 1963, pàg. 43–50. DOI: 10.2753/aae1061-1959010343.
- «Aplicación de las matematicas al estudio lingüistico (Application of mathematics to linguistic studies)». Estudios de Cultura Maya (Mexico City), 3, 1963, pàg. 169–185.
- «Principios para descifrar los escritos mayas. (Principles for deciphering Maya writing)». Estudios de Cultura Maya (Mexico City), 5, 1965, pàg. 153–188.
- «Investigación formal de los textos jeroglíficos mayas. (Formal investigations of Maya hieroglyphic texts)». Estudios de Cultura Maya (Mexico City), 7, 1968, pàg. 153–188.
- «Zametki o kalendare Mayya: 365-dnevnyy god». Sovetskaya Etnografiya, 1, 1973, pàg. 70–80.
- «Notas sobre el calendario maya; el monumento E de Tres Zapotes». América Latina; estudios de científicos soviéticos, 3, 1974, pàg. 125–140.
- «Acerca de las relaciones precolombinas entre América y el Viejo Mundo». América Latina; estudios de científicos soviéticos, 1, 1986, pàg. 84–98.

Llibres
- La antigua escritura de los pueblos de America Central.  Mexico City: Fondo de Cultura Popular, 1954.
- Sistema Pis'ma Drevnih Mayya.  Moscow: Institut Etnografii, Akademiya Nauk SSSR, 1955.
- Diego de Landa: Soobshchenie o delah v Yukatane, 1566.  Moscow: Akademiya Nauk SSSR, 1956. (Knorózov's doctoral dissertation.)
- Pis'mennost' Indeytsev Mayya.  Moscow-Leningrad: Institut Etnografii, Akademiya Nauk SSSR, 1963.
- «The Writing of the Maya Indians». A: Tatiana Proskouriakoff (Ed.). Russian Translation Series 4.  Cambridge MA.: Peabody Museum of Archaeology and Ethnology, 1967.
- Ieroglificheskie Rukopisi Mayya.  Leningrad: Institut Etnografii, Akademiya Nauk SSSR, 1975.
- Maya Hieroglyphic Codices.  Albany NY.: Institute for Mesoamerican Studies, 1982.
- «Comendio Xcaret de la escritura jeroglifica maya descifrada por Yuri V. Knorosov». A: Promotora Xcaret.  Mexico City: Universidad de Quintana Roo, 1999.
- «New data on the Maya written language». A: Stephen Houston, Oswaldo Chinchilla Mazariegos and David Stuart, eds. The Decipherment of Ancient Maya Writing.  Norman OK.: University of Oklahoma Press, 2001, p. 144–152.

### Altres
- «Preliminary Report on the Study of the Written Language of Easter Island». Journal of the Polynesian Society, 66, 1, 1957, pàg. 5–17. (on the Rongorongo script, with N.A. Butinov).
- Yuri Knorozov (ed.). Predvaritel'noe soobshchenie ob issledovanii protoindiyskih tekstov.  Moscow: Institut Etnografii, Akademiya Nauk SSSR, 1965. (Collated results of a research team under Knorózov investigating the Harappan script, with the use of computers.)
- «Protoindiyskie nadpisi (k probleme deshifrovki)». Sovetskaya Etnografiya, 5, 2, 1981, pàg. 47–71. (on the Harappan script of the Indus Valley civilization.)